# Premi Kalinga
El premi Kalinga és un premi anual que atorga la UNESCO a persones científiques, educadores, periodistes, escriptores o d'altres professions per haver contribuït excepcionalment a la comunicació de la investigació, la ciència i la tecnologia a la societat i a promoure la divulgació científica. Va ser creat en 1952, arran d'un donatiu del president-fundador de la Kalinga Foundation Trust, que és originari de l'Estat d'Orissa, ex-Kalinga, a l'Índia. El 1955 el va guanyar August Pi i Sunyer.